# Cip Çayı
Pour les articles homonymes, voir Cip.
La Cip Çayı est coupée par le barrage de Cip. Elle doit son nom au village de Cip dans la province d'Elâzığ en Turquie. Cette rivière s'écoule vers le nord, c'est un affluent de l'Euphrate avec lequel elle conflue dans le lac du barrage de Keban.